# Mimì Bluette fiore del mio giardino
Mimì Bluette fiore del mio giardino è un romanzo scritto da Guido da Verona nel 1916 e pubblicato dall'editore Bemporad. Insieme a Colei che non si deve amare è considerato il caposaldo della letteratura sentimental-erotica italiana. Narra delle vicissitudini di una donna a Parigi, la quale dopo tre giorni passati con un suo amante occasionale, al momento del suo arruolamento nella Legione straniera decide di rintracciarlo senza successo.

## Adattamenti
Nel 1976 Carlo Di Palma trasse dal romanzo un film omonimo interpretato da Monica Vitti.